# Legion Turkiestański
Legion Turkiestański (niem. Turkistanische Legion, ros. Туркестанский легион) – ochotnicza kolaboracyjna formacja zbrojna złożona z przedstawicieli narodów ZSRR z Azji Środkowej podczas II wojny światowej. Wchodziła w skład Legionów Wschodnich (Ostlegionen).

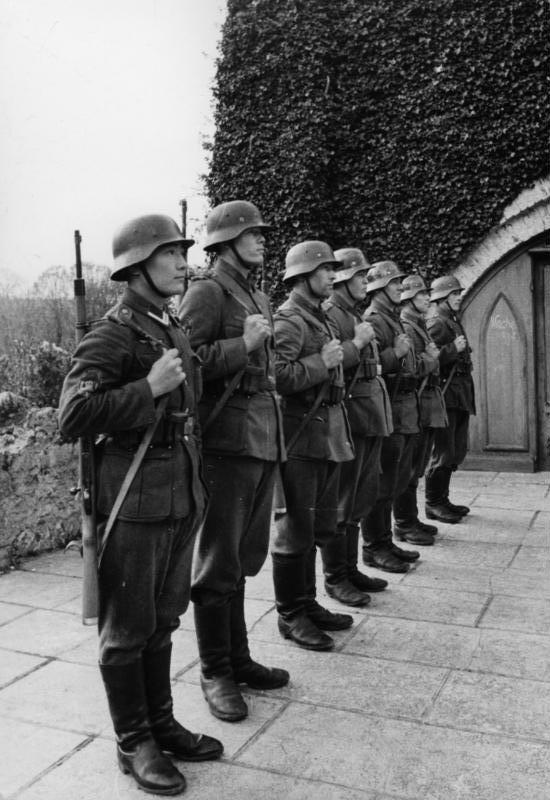

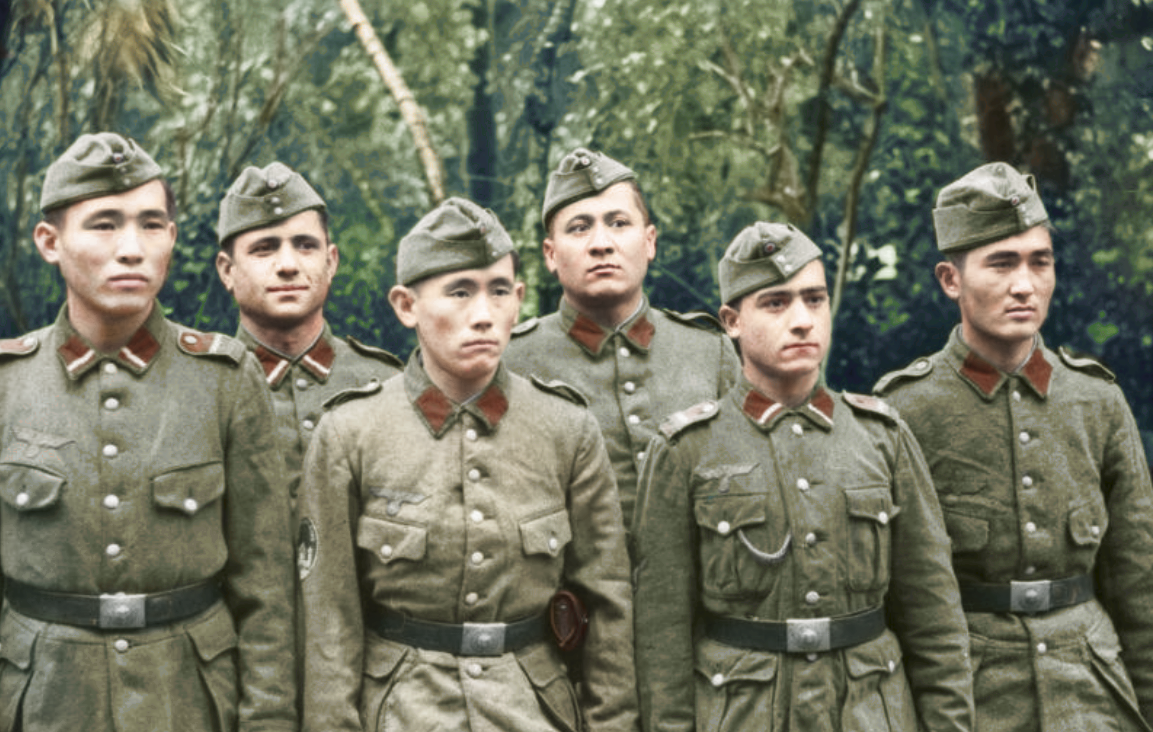

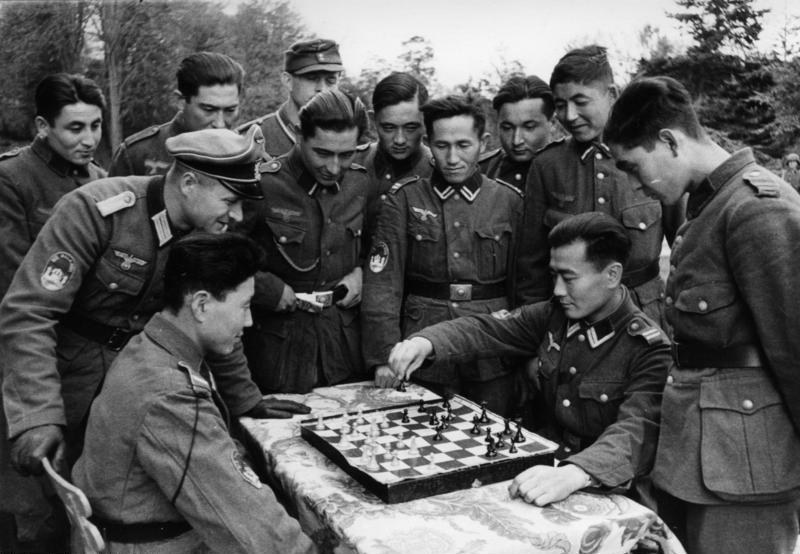

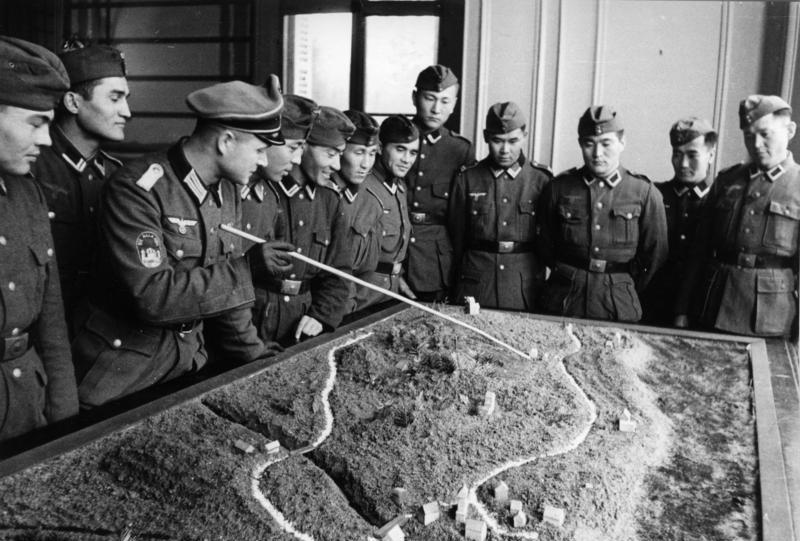

## Geneza
Po ataku wojsk niemieckich na ZSRR 22 czerwca 1941, do niewoli niemieckiej dostawały się tysiące żołnierzy Armii Czerwonej, w tym mieszkańcy Azji Środkowej. W tej sytuacji Minister Rzeszy do Spraw Okupowanych Terytoriów Wschodnich Alfred Rosenberg przedstawił plan sformowania z nich jednostek wojskowych, mających posłużyć do wyzwolenia spod panowania sowieckiego republik środkowoazjatyckich. Niemieckie dowództwo zgodziło się na to. Już w październiku 1941 Niemcy rozpoczęli przygotowania do utworzenia spośród jeńców wojennych dwóch batalionów specjalnego przeznaczenia, mających działać na Kaukazie i w Azji Środkowej. W rezultacie 15 listopada tego roku na Zaporożu rozpoczęło się formowanie przy 444 Dywizji Bezpieczeństwa tzw. pułku turkiestańskiego. Rekrutował się on spośród jeńców wojennych z Armii Czerwonej pochodzących z terenów obecnego Kazachstanu, Kirgistanu, Turkmenistanu, Tadżykistanu i Uzbekistanu (główne narodowości: Kazachowie, Uzbecy, Turkmeni, Tadżycy, Kirgizi). W jego skład weszły cztery kompanie piechoty dowodzone przez niemieckich oficerów. Przy stworzeniu jednostki duży wpływ mieli emigranci Mustafa Czokaj i Weli Kajum-chan, prowadzący werbunek i propagandę w obozach jenieckich. Zimą 1941/1942 r. pułk pełnił służbę ochronną w północnej części okupowanego Krymu. Następnie został przeformowany w 811 Ostbatalion.

## Legion Turkiestański
W lutym 1942 w Legionowie w Generalnym Gubernatorstwie rozpoczęto formowanie Legionu Turkiestańskiego jako części Ostlegionów. Składał się on z ochotników – jeńców wojennych z Armii Czerwonej, pochodzących z Azji Środkowej, osadzonych w obozach jenieckich leżących w strefie tyłowej Grupy Armii "Północ" i Grupy Armii "Centrum", a także znajdujących się na terytorium Generalnego Gubernatorstwa oraz Komisariatów Rzeszy "Ostland" i "Ukraina".  Ochotniczemu zaciągowi do legionów sprzyjało niskie przywiązanie do ideologii komunistycznej i władzy radzieckiej, a z drugiej strony wyniszczające warunki, w jakich przetrzymywani byli jeńcy radzieccy, powodujące wysoką śmiertelność w obozach, głównie z powodu głodu i chorób. Legion organizacyjnie podlegał Kommando der Ostlegionen w Radomiu. W składzie Legionu funkcjonowali mułłowie, łączący funkcje religijne z dowódczymi, gdyż jednocześnie byli dowódcami plutonów. Wiosną 1942 r. na front zostały wysłane dwa pierwsze bataliony Legionu (450 i 452), później – kolejne cztery (781, 782, 783 i 784), zaś wiosną 1943 – ostatnich osiem batalionów (785, 786, 787, 788, 789, 790, 791 i 792). Ogółem Niemcy sformowali więc na terytorium okupowanej Polski czternaście batalionów turkiestańskich. Każdy batalion (liczący 800 – 1 tys. żołnierzy) składał się z trzech kompanii piechoty, kompanii karabinów maszynowych i kompanii sztabowej, po 130-200 ludzi. Kompania piechoty miała trzy plutony piechoty i pluton karabinów maszynowych, kompania sztabowa – pluton przeciwpancerny (3 działka ppanc. 45 mm), pluton moździerzy (15 lekkich i średnich moździerzy), pluton saperów i pluton łączności. Kadra niemiecka batalionu liczyła 80 żołnierzy: 5 oficerów, 32 podoficerów i 23 szeregowców. Uzbrojenie było zdobyczne pochodzenia sowieckiego. Na rękawach mundurów występowała naszywka Legionu. Zadaniem batalionów była walka z partyzantami, służba ochronna, a także działalność dywersyjno-wywiadowcza na tyłach Armii Czerwonej. Miały one też prowadzić antysowiecką i proniemiecką propagandę po przewidywanym zajęciu republik Azji Środkowej.
Ze względu na rosnącą liczbę jeńców wojennych z Armii Czerwonej, pochodzących z Azji Środkowej, Niemcy postanowili w maju 1942 r. utworzyć na okupowanej Ukrainie drugie centrum formowania Ostlegionów. Powstało ono na bazie sztabu rozformowanej 162 dywizji piechoty. Legion Turkiestański tworzył się w Romnach. Do maja 1943 r. utworzono 12 turkiestańskich batalionów polowych (I/29, I/44, I/76, I/94, I/100, I/295, I/297, I/305, I/370, I/371, I/384, I/389). Cyfra rzymska oznaczała numer batalionu, zaś arabska – numer dywizji, z której pochodziła kadra batalionu. W maju 1943 r. ukraińskie centrum formowania Ostlegionów zostało przeformowane w 162 Turkiestańską Dywizję Piechoty pod dowództwem gen. mjr. Oskara Rittera von Niedermayera. Na bazie batalionów turkiestańskich utworzono 303 turkiestański pułk piechoty. W literaturze spotyka się dane, że ogółem w Legionie Turkiestańskim służyło ok. 80.000 ludzi, a w szczytowym okresie rozwoju na przełomie 1943/1944 roku było ich 18.000.
Wśród żołnierzy batalionów turkiestańskich silną działalność propagandowo-kulturalną prowadzili działacze Turkiestańskiego Komitetu Narodowego z siedzibą w Berlinie. Prowadzili oni pro-niemiecką i antysowiecką propagandę, organizowali różne kursy i szkolenia, wydawali pismo "Milli Turkistan" oraz różne publikacje, odezwy, ulotki itp.

## Działalność wojenna
Większość batalionów turkiestańskich została podporządkowana 6 Armii gen. płk. Friedricha Paulusa. Działały one na kierunku stalingradzkim. Od września 1942 do stycznia 1943 na kierunku astrachańskim w składzie 16 dywizji zmotoryzowanej działały 450, 782 i 811 bataliony turkiestańskie, bardzo dobrze oceniane przez niemieckie dowództwo. Miały one być użyte w planowanych działaniach wojennych na obszarze Azji Środkowej. Bataliony turkiestańskie walczyły też na Kaukazie. Na kierunku na Tuapse w składzie 17 Armii działały 452 i 781 bataliony turkiestańskie (452 batalion został później rozformowany). W rejonie Nalczika i Mozdoka w składzie 1 Armii Pancernej walczył I/370 batalion turkiestański. Zdarzały się też zbrojne wystąpienia przeciwko Niemcom. 13 września 1943 w rejonie Obołonu w batalionie turkiestańskim, działającym w składzie 2 Armii, doszło do buntu. Jego żołnierze zabili niemieckich oficerów, po czym trzy kompanie z bronią w ręku przebiły się na sowiecką stronę frontu.
Tego typu wydarzenia spowodowały decyzję przerzucenia Ostlegionów do okupowanych krajów zachodniej Europy. Oba centra formowania Ostlegionów zostały przeniesione do południowej Francji, a następnie przeformowane w turkiestański, gruziński i północnokaukaski bataliony zapasowe. Następnie na ich bazie utworzono 1 i 2 ochotnicze pułki kadrowe, wchodzące w skład Freiwillige Stamm Division. Bataliony turkiestańskie pełniły służbę ochronną na wybrzeżu wzdłuż Wału Atlantyckiego.
W styczniu 1944 na bazie m.in. 782, 786, 790 i 791 batalionów turkiestańskich sformowano w obozie w Trawnikach 1 Wschodniomuzułmański Pułk pod dowództwem SS-Obersturmbannführera Andreasa Meyer-Madera.